# チャド・マーシャル
チャド・マーシャル（Chad Marshall 、1984年8月22日 - ）は、アメリカ合衆国・カリフォルニア州リバーサイド出身の元プロサッカー選手。現役時代のポジションはDF(CB)。

## 経歴

### クラブ
2000年秋から2001年春までIMGアカデミーに在籍。その後、スタンフォード大学に進学し大学サッカー部でプレー。
2004年のMLSスーパードラフトで、コロンバス・クルーの一位指名を受け入団。2008年シーズン終了後、コロンバス・クルーとの契約をいったん満了し退団。ドイツに渡り1.FSVマインツ05のトライアルに参加したが、契約には至らなかった。その後、コロンバス・クルーと再契約を交わした。
2013年12月、金銭トレードでシアトル・サウンダーズFCに移籍。
2019年5月、現役引退を宣言した。

### 代表
2003年冬、U-20代表の一員としてUAEで開催された2003 FIFAワールドユース選手権に参加した。
2005年3月のコロンビア戦でフル代表デビュー。2010年5月、2010 FIFAワールドカップ暫定登録メンバー30人の一人に選ばれたが、最終登録メンバーには残れなかった。

## 所属クラブ
ユース
- スタンフォード大学 2002-2003

プロ
- コロンバス・クルー 2004-2013
- シアトル・サウンダーズFC 2014-2019

## タイトル

### クラブ
コロンバス・クルー
- MLSカップ: 2008
- サポーターズ・シールド: 2004, 2008, 2009

シアトル・サウンダーズ
- USオープンカップ: 2014
- サポーターズ・シールド: 2014
- MLSカップ: 2016

### 個人
- MLSベストイレブン: 2008, 2009, 2014, 2018[10]